# Courmayeur
Courmayeur (pronunciación en francés: /kuʁmajœʁ/; en valdostano Croméyeui) es un municipio italiano de 2.969 habitantes de la región autónoma del Valle de Aosta. Entre 1939 y 1946 el régimen fascista italianizó su nombre a Cormaiore. Famoso por su cercanía con Mont Blanc, forma parte de la Unité des communes valdôtaines Valdigne Mont-Blanc, siendo el municipio más occidental de la región.

## Turismo y cultura
El pintoresco y saludable escenario montañés que presenta Courmayeur, convierten a esta ciudad italiana en un atractivo turístico. El invierno convierte a este destino en uno de los más elegidos por los europeos para realizar Ski. Courmayeur es también elegido como destino turístico en verano, para simple relajación y por sus atractivos naturales, como el valle Vény o el valle Ferret. Son, por tanto, frecuentes la presencia de alpinistas y excursionistas en verano.
Por Courmayeur pasa el famoso Tour del Mont Blanc que en varias etapas rodea completamente el macizo pasando por Francia, Italia y Suiza.
Cada diciembre se celebra el Courmayeur Noir In festival, dedicado principalmente al cine, pero también con un importante programa literario en el que se entrega el premio Raymond Chandler.

## Transporte
Courmayeur se encuentra muy bien conectado con el noroeste de Italia, mientras el túnel de Mont Blanc lo conecta con Francia.

## Evolución demográfica

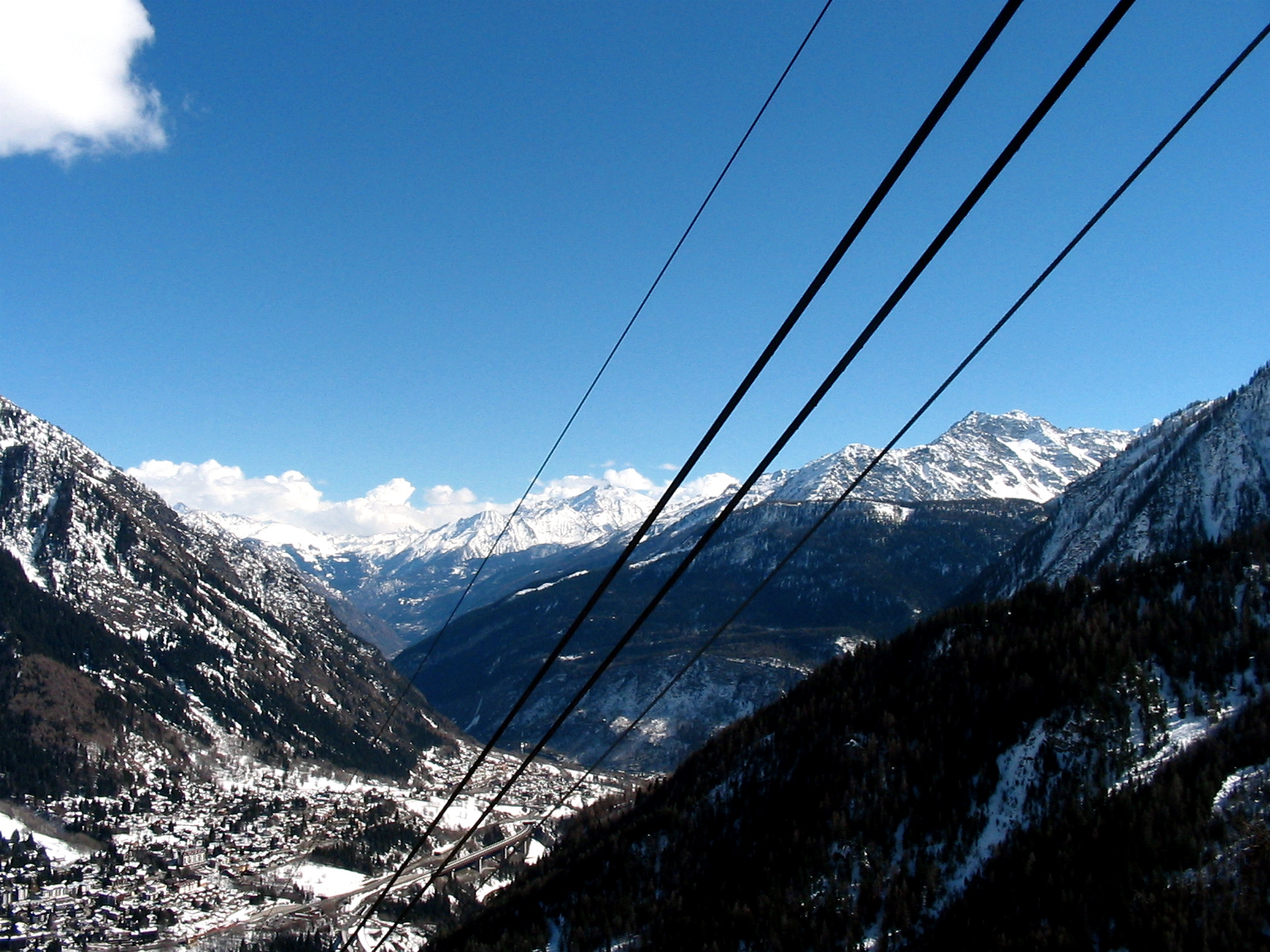
Vista de Courmayeur.

| Gráfica de evolución demográfica de Courmayeur entre 1861 y 2001 |
|                                                                  |
| Fuente ISTAT - elaboración gráfica de Wikipedia                  |